# SN 1989ad
SN 1989ad – supernowa odkryta 7 lutego 1989 roku w galaktyce LEDA0083971. W momencie odkrycia miała maksymalną jasność 19,60m.